# Pietro Peri
Pietro Peri (* 19. März 1794 in Lugano; † 7. Juli 1869 ebenda) war ein Schweizer Journalist, Politiker, Tessiner Grossrat und Staatsrat der Freisinnig-Demokratischen Partei (FDP).

## Leben
Pietro Peri wurde als Sohn des Pietro, Kanzlers und Distriktrichters in Lugano, geboren. Er studierte Rechtswissenschaft in der Universität Pavia, danach kehrte er nach Lugano zurück, wo er als Rechtsanwalt und Notar wirkte. Er war Mitgründer der Druckerei Vanelli; ab 1823 war er Redaktor des Corriere svizzero sowie von 1830 bis 1834 des Osservatore del Ceresio. Als Politiker war er einer der Hauptgegner des Regimes von Landammann Giovanni Battista Quadri und einer der wichtigsten Vertreter der liberalen Reformbewegung von 1830.
Als Appellationsgerichtsrichter (ab 1830) leitete er die Prozesse gegen die von der radikalen Revolution von 1839 gestürzte gemässigte Regierung und gegen den konservativen Anwalt Giuseppe Nessi, der 1841 einer der Anstifter eines gegenrevolutionären Aufstandes war. Von 1839 bis 1855 war Peri Stadtrat von Lugano, 1853–1855 stellvertretender Gemeindepräsident von Lugano, 1855 und 1862–1869 Tessiner Grossrat, von 1855 bis 1860 Staatsrat (leitete den Erziehungsdepartement) und von 1861 bis 1869 Rektor des Gymnasiums Lugano.
Er schrieb auch Gedichte (Poesie edite ed inedite 1871) und gab 1864 die Storia della Svizzera italiana dal 1797 al 1802. heraus, wobei er sich der von Stefano Franscini vorbereiteten Materialien bediente.